# Mecyna asinalis
Mecyna asinalis là một loài bướm đêm thuộc họ Crambidae. Nó được tìm thấy ở phía tây và Nam Âu, bao gồm Ireland, Britain, bán đảo Iberia, Pháp, Đức, Thụy Sĩ, Ý, Albania, Croatia, Hy Lạp và Sicilia, Sardegna, Malta, Madeira, Corse, the Açores và quần đảo Canaria.
Sải cánh dài 25–29 mm. Con trưởng thành bay từ tháng 5 đến tháng 10 tùy theo địa điểm. Mỗi năm loài này có thể có hai thế hệ.
Ấu trùng ăn lá của Rubia peregrina.